# Inanidrilus dutchae
Inanidrilus dutchae är en ringmaskart som beskrevs av Erséus och Davis 1989. Inanidrilus dutchae ingår i släktet Inanidrilus och familjen glattmaskar. Inga underarter finns listade i Catalogue of Life.